# Metroxylon
Metroxylon és un gènere de palmeres monoiques que té de 7 a 26 espècies segons els taxonomistes. Són plantes natives de Samoa Occidental, Nova Guinea, les Illes Salomon, les Moluques, les Carolines i Fiji i també es cultiven a Tailàndia i Malàisia.

## Etimologiaa
El nom del gènere prové de la combinació de dues paraules del grec, metra - "ventre", que en aquest context es tradueix com "cor" i xylon - "fusta".

## Descripció
Els troncs o estípits de les espècies de Metroxylon són solitaris o diversos d'agrupats, normalment tenen arrels aèries. Les fulles són pinnades, els pecíols tenen petites espines negres. Els fruits són relativament grossos i contenen una única llavor.

## Taxonomia
- Metroxylon amicarum Becc.
- Metroxylon bougainvillense Becc.
- Metroxylon carolinense (Dingl.) Becc.
- Metroxylon elatum Hort. ex Scheff.
- Metroxylon filare Mart.
- Metroxylon hermaphroditum Hassk.
- Metroxylon sagu Rottb. – Palmera del sagú
- Metroxylon salomonense (Warb.) Becc. – palmera de Salomó
- Metroxylon upoluense Becc.
- Metroxylon vitiense (H.Wendl.) Hook.f. – palmera de Viti
- Metroxylon warburgii (Heimerl) Becc.